# One Fifth Avenue (Manhattan)
One Fifth Avenue es un rascacielos residencial en el área de Washington Square de Greenwich Village, en Nueva York (Estados Unidos). Fue diseñado por Harvey Wiley Corbett de la firma Helme & Corbett.
En 1926, el urbanizador Joseph G. Siegel arrendó el lote en la esquina sureste de la calle 8 y la Quinta Avenida. La construcción comenzó en 1926, y el edificio se inauguró en 1927 como un hotel de apartamentos con unidades de 2 y 3 habitaciones. Cuando se construyó por primera vez, fue recibido con aclamación y controversia, llamado "un hotel de apartamentos de 27 pisos, una cosa de rara belleza" y "un rascacielos moderno en un barrio de piedra rojiza". 
Se convirtió en una cooperativa de apoartamentos en 1976.

## Arquitectura
El estilo arquitectónico ha sido descrito como art déco y moderno, y tiene "un elenco vagamente veneciano o gótico", aunque The New York Times lo evaluó como "similar a una astilla, más 'edificio alto' que cualquier otra cosa". El exterior incorpora ladrillos de diferentes colores para crear la ilusión de profundidad.

## En la cultura popular
- El edificio aparece en el cuadro Detrás de la plaza de Niles Spencer.[6]
- El restaurante One Fifth, ahora cerrado, fue el lugar de Crimes and Misdemeanors de Woody Allen de 1989 y de la película de Jill Clayburgh de 1978 Una mujer descasada.
- La novela de 2008 de la escritora Candace Bushnell One Fifth Avenue lleva el nombre y está ambientada en el edificio.